# 有声硬口蓋摩擦音
有声硬口蓋摩擦音（ゆうせいこうこうがいまさつおん）は、子音のひとつである。硬口蓋で調音される有声の摩擦音である。

## 特徴
- 気流の起こし手 - 肺臓気流機構。
- 発声 - 声帯の振動を伴う有声音。
- 調音
  - 調音位置 - 前舌と硬口蓋による硬口蓋音。
  - 調音方法
    - 口腔内の気流 - 舌の中央の隙間を気流が通る中線音。
    - 調音器官の接近度 - 隙間を作って空気を通りにくくし、そこに気流を通すことによる摩擦音。
    - 口蓋帆の位置 - 口蓋帆を持ち上げて鼻腔への通路を塞いだ口音。

## 言語例
- スペイン語 - Y, y; Ll, ll（ジェイスモ；本来は硬口蓋側音）
- ギリシア語 - γ（+/e/, /i/）;γ + /i/ をあらわす母音字（+α, ο）
- フランス語 - y, -ill など（母音にはさまれた場合、または語末で）
- スウェーデン語 - j

ロシア語、アイスランド語、英語などで接近音/j/の異音として現れることがある。